# Phyllitis
Phyllitis is de botanische naam van een geslacht van varens.
Op het ogenblik, zoals in de 23e druk van de Heukels' Flora van Nederland (2005), is dit geslacht opgenomen in Asplenium (streepvaren) als Asplenium subgenus Phyllitis. Zie aldaar voor een beschrijving.
Antigramma · Asplenium (Streepvaren) · Camptosorus · (Ceterach) · Diellia · Holodictyum · Hymenasplenium · Loxoscaphe · Pleurosorus · (Phyllitis) · Schaffneria · Sinephropteris · Thamnopteris